# Eliana Thibaut i Comalada
Eliana Thibaut i Comalada   (Rigardà, 28 d'abril de 1928 - Perpinyà, 6 d'abril de 2021) fou una cuinera nord-catalana, historiadora de la gastronomia i divulgadora, i autora de llibres sobre gastronomia catalana, com ara La cuina dels Països Catalans. Reflex d'una societat (2001) i La cuina medieval catalana (2006). Així mateix, va ser autora d'una important obra sobre cuina i nutrició, que abraça més d'una trentena de llibres, a més d'articles divulgatius i un CD-ROM interactiu.
Thibaut i Comalada es dedicà sobretot a la recuperació de la cuina catalana tradicional i les receptes medievals i populars.
L'any 1985, va impulsar la creació dels tallers de cuina catalana tradicional - l'Escola de Cuina Catalana d'Illa de Tet, a Illa de Tet, Rosselló -, destinats a preservar i difondre la cuina de territori, i allí impartia tallers de cuina.

## Trajectòria
Era filla de mestres d'escola. El febrer de 1939 a Argelers, en el moment de la Retirada, va descobrir l'horror dels camps de refugiats republicans. Durant la Segona Guerra Mundial, els seus pares la van enviar a Murat.
Va cursar estudis superiors en higiene i ciències de l’alimentació a París, on va sortir primera de la seva promoció. Els primers temps va publicar manuals pedagògics diversos quan la gastronomia encara no estava en voga. Quan va tornar a Perpinyà, va conèixer Josep-Maria Batista i Roca, que la introduí a la cultura catalana.
Durant anys ensenyà l'assignatura "Higiene de l'Alimentació" a diversos centres educatius francesos i, sobre aquest tema, publicà diversos manuals. L'any 1985 va col·laborar a crear els Tallers de Cuina Catalana Tradicional, per a preservar i difondre la cuina de territori. Allí va fer tallers de cuina.
Va col·laborar com a periodista culinària a les revistes i periòdics Der Feinsmäcker, Sant Joan i Barres, Truc i Sud.
El seu primer llibre de cuina pròpiament dit, Cuina rossellonesa i de la Costa Brava, del 1968, va ser en català. Després, els anys 1970 i 80, va editar alguns llibres de cuina en francès –el 2004 publicà també un en castellà–, i acabà alternant els títols en francès i català, en els quals posava de manifest la seva recerca etnològica en el camp de l'alimentació (amb una especial incidència en el període de l'edat mitjana) i la seva capacitat d'innovació pel que fa a receptes creades a partir del substrat tradicional de la cuina nord-catalana. Dins de la col·lecció "El Cullerot" de Cossetània Edicions, va publicar La cuina tradicional de la Catalunya Nord, La cuina del foie gras, Les amanides de la Mediterrània, Cuina medieval catalana i La cuina de la poma. Va ser distingida amb nombrosos premis gastronòmics i cívics i va gaudir d'un important reconeixement tant a la Catalunya Nord com a tot arreu.
Eliana Thibaut era mare del músic Pascal Comelade.

## Premis i reconeixements
- Creu de Sant Jordi, concedida per la Generalitat de Catalunya (2009)[9]
- Premi Méditerranée Roussillon, condecit pel Centre Méditerranéen de Littérature (CML), pel llibre Les saisons de la cuisine (2011)[10]
- Premi Joan Blanca, concedit per l'Ajuntament de Perpinyà (2020)

## Obres destacades[calcitació]
Algunes obres de la seva extensa bibliografia són els següents:

### Encatalà
- 2009 - La cuina del Pirineu català], amb Jaume Fàbrega i Josep Borrell. Cossetània Edicions, Valls, ISBN 978-84-9791-470-3
- 2007 - La cuina de la poma], Cossetània Edicions, Valls, ISBN 978-84-9791-303-4
- 2006 - La cuina medieval catalana], Cossetània Edicions, Valls, ISBN 978-84-9791-216-7
- 2003 - Les amanides de la mediterrània], Cossetània Edicions, Valls, ISBN 978-84-96035-68-3
- 2002 - La cuina del foie gras], Cossetània Edicions, Valls, ISBN 978-84-96035-05-8
- 2002 - La cuina tradicional de la Catalunya Nord], Cossetània Edicions, Valls, ISBN 978-84-95684-67-7
- 2001 - La cuina dels Països Catalans, reflex d'una societat, Editorial Pòrtic, Barcelona, ISBN 978-84-7306-716-4
- 1997 - Cuina Tradicional alleujada per a règims. Conté plats saborosos i lleugers, pensats per combatre la monotonia de les dietes., Editorial Alta Fulla, Barcelona, ISBN 84-7900-069-4
- 1995 - Les coques catalanes, Edicions Proa, Barcelona, ISBN 84-8256-131-6
- 1986 - La cuina medieval a l'abast, Edicions de la Magrana, Barcelona, ISBN 8474102286, ISBN 9788474102284
- 1984 - La cuina catalana del Rosselló i els seus vins, edicions G.R.E.C., Sant Esteve del Monestir.
- 1982 - Com nodrir-se / Comment se nourrir, sèrie Dianostra 4, bilingüe català - francès. Terra Nostra, Prada de Conflent - sèrie de diapositives + llibret.
- 1973 - L'Alimentació racional del cos humà, vols. 1 i 2, amb il·lustracions de Pierre Fournel. Editorial Barcino, Barcelona, 117 i 94 pàgines, respectivament.
- 1968 - Cuina rossellonesa i de la Costa Brava, col·lecció Tramuntana, Editorial Barcino, Barcelona

### Enfrancès
- Éditions Jacques Lanore. Technologie et hygiène alimentaire (en francès), 1963, p. 88.
- Éditions Jacques Lanore. Technologie et hygiène alimentaire (en francès), 1965, p. 184.
- Éditions Jacques Lanore. 365 menus équilibrés (en francès), 1978, p. 511. ISBN 2-86268-009-5..
- Éditions Jacques Lanore. La Cuisine catalane (en francès), 1978.
- De la Costa Brava au Canigou : recettes de cuisine catalane (en francès), (París: Éditions Jacques Lanore, 1971).
- Éditions Jacques Lanore. Art et gastronomie (en francès), 1981, p. 48. ISBN 2-86268-040-0.
- Éditions Jacques Lanore. La Cuisine catalane (en francès), 1982, p. 340. ISBN 2-86268-051-6.
- Com nodrir-se / Comment se nourrir, sèrie Dianostra 4, bilingüe català - francès. (Prada de Conflent: Terra Nostra, 1982) - sèrie de diapositives + llibret.
- Syndicat intercommunal de la Vallée de la Rotjà. La Pomme du Conflent et d'ailleurs (en francès), 1984, p. 319.
- Technologie et hygiène alimentaire : 1er cahier, les nutriments, éd. Lanore, 1987
- Loubatières (Nouvelles Éditions). Les coques catalanes (en francès), 1991, p. 119. ISBN 2-86266-161-9.
- La table médiévale des catalans (Montpeller: Les Presses du Languedoc, 1995).
- Ma cuisine catalane au fil des saisons (Ais de Provença: éd. Edisud, 1998).
- La cuisine du foie gras (Montpeller: Les Presses du Languedoc, 2001).
- Les salades de la Méditerranée (Montpeller: Les Presses du Languedoc, 2002; 2005, 2a edició).
- édition CPE centre. Recettes catalanes de nos grand-mères (en francès), mai 2006, p. 128. ISBN 2-84503-425-3.
- Les saisons de la cuisine. Recettes de grand-mère expliquées aux débutants qui veulent manger sain et équilibré. (éditions Singulières i Montpeller: Nouvelles Presses du Languedoc, 2009).
- La Cuisine catalane (2 volumes), rééd. Lanore-Delagrave, 2010.
- Terrines, pâtés et croustades, 2011.
- Recettes Catalanes de ma grand-mère, 2011.
- La cuisine des Pyrénées catalanes : Cerdagne, Capcir, Andorre (Montpeller: éd. Nouvelles Presses du Languedoc, 2013).
- Le riz en pays catalan, le riz à la paella ou en cassola (Bordeus: Éditions Sud Ouest, 2014).
- La cuisine catalane : 300 recettes d'hier et d'aujourd'hui (Perpinyà: El Trabucaire, 2015).
- Ma cuisine catalane, illustrations Cécile Colombo (Ais de Provença: éd. Edisud, 2015).
- Almanach du Catalan 2017, coauteur Gérard Bardon (Romorantin-Lanthenay, Vall del Loira: éd. CPE, 2016).
- Petit traité savant de l'artichaut, éd. Equinoxe, 2016.

### Encastellà
- 2004 - La cocina del Foie Gras, Lectio Ediciones, Valls, ISBN 978-84-9675-425-6